# Lost & Found (álbum de Vargas Blues Band)
Lost & Found es un álbum de Vargas Blues Band, lanzado en 2007. Además de canciones como "Get Funky" o "Open You Eyes", incluye una versión de "Layla" de Derek and the Dominos, con la voz de Devon Allman.
El álbum contiene un DVD con canciones en directo. 

## Canciones
CD
1. "Get Funky" (Javier Vargas/Jeffrey David Espinoza) – 4:16
2. "Man On The Run" (Javier Vargas/Jeffrey David Espinoza) – 4:25
3. "Open You Eyes" (Javier Vargas/Jeffrey David Espinoza) – 2:54
4. "If Six Was Nine" (Jimi Hendrix – 3:39
5. "Thrill Is Gone" (BB King) – 4:37
6. "Lost And Found" (Javier Vargas/Jeffrey David Espinoza) – 4:14
7. "Voodoo Woman" (Javier Vargas/Jeffrey David Espinoza) – 3:39
8. "I Need Your Love So Bad" (Little Willy John) – 4:47
9. "Walking The Back Streets And Crying" (Carl Smith) – 6:56
10. "One Way Out (Live)" (James Elmore/Sonny Boy Williamson/Marshall Sehorn) – 4:45
11. "Statesboro Blues (Live)" (Taj_Mahal_(músico)) – 4:28
12. "Layla (Live)" (Eric Clapton/Jim Gordon) – 3:01

DVD
1. "Layla (Live)" (Eric Clapton/Jim Gordon)
2. "Blues Shuffle (Live)" (Javier Vargas)
3. "Back Alley Blues (Live)" (Javier Vargas/Jeffrey David Espinoza)
4. "Black Cat Boogie (Videoclip)" (Javier Vargas/Jeffrey David Espinoza)
5. "Black Cat Boogie (Live)" (Javier Vargas/Jeffrey David Espinoza)
6. "Blues Pilgramage (Videoclip)" (Javier Vargas/Jeffrey David Espinoza)
7. "Madrid To Memphis (Live)" (Javier Vargas/Jeffrey David Espinoza)
8. "Blues Latino (Live)" (Javier Vargas)
9. "Riding High (Live)" (Javier Vargas/P. Alexander Guttman)
10. "Texas Tango (live)" (Javier Vargas/Jeffrey David Espinoza)
11. "Havana Get Away (Live)" (Javier Vargas/Luis Ramón Galvan)
12. "Gypsy Night (Live)" (Javier Vargas/Luis Emilio Mayol)
13. "Wild West Blues (Live)" (Javier Vargas/Luis Emilio Mayol)
14. "Cause We Ended As Lovers (Live)" (Steve Wonder)
15. "Red House (Live)" (Jimi Hendrix)
16. "Dance Away The Blues (Videoclip)" (Javier Vargas/Jeffrey David Espinoza)
17. "How Verso Are You (Videoclip)" (Will & G.)

## Créditos
- Javier Vargas: Guitarra
- Bobby Alexander: Voz
- Devon Allman: Voz
- Gustavo Segura: Batería
- Manuel de Lucena: Batería
- David Lads Sánchez: Teclados
- Tim Mitchell: Voz
- Fran Montero: Bajo
- Lucía Susana del Campo: Teclado
- Oscar Quesada: Batería
- Patxi Pascual: Saxofón
- Fernando Vázquez (Músico): Armónica
- Miguel Ángel Collado: Teclado
- Jorge Fontecha: Voz
- Raul Chevalier: Bajo
- Jeff Espinoza: Voz